# Polistes fuscatus
Polistes fuscatus är en getingart som först beskrevs av Johan Christian Fabricius 1793.
Polistes fuscatus ingår i släktet pappersgetingar och familjen getingar. Utöver nominatformen finns också underarten Polistes fuscatus aurifer.

## Bildgalleri

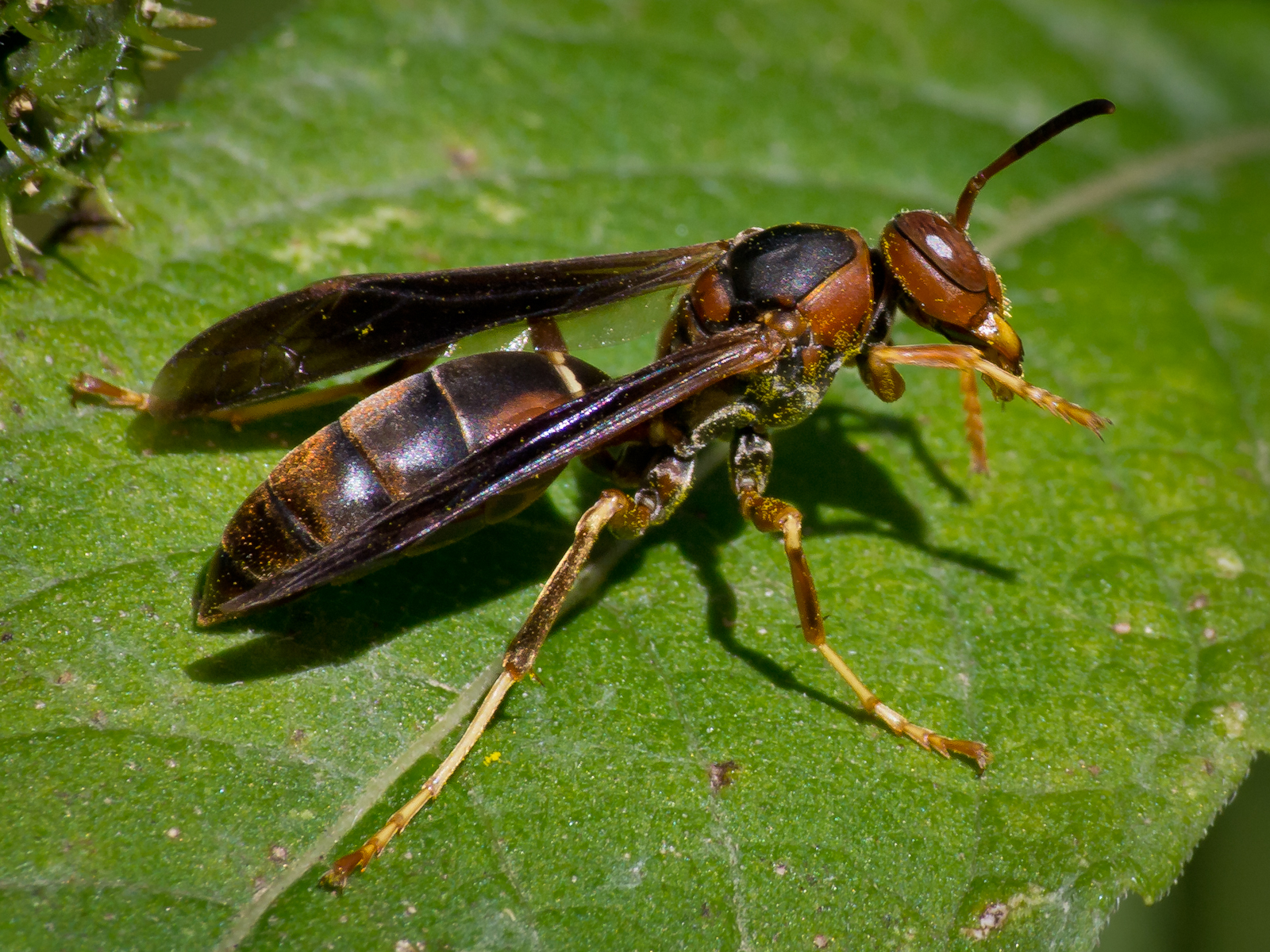
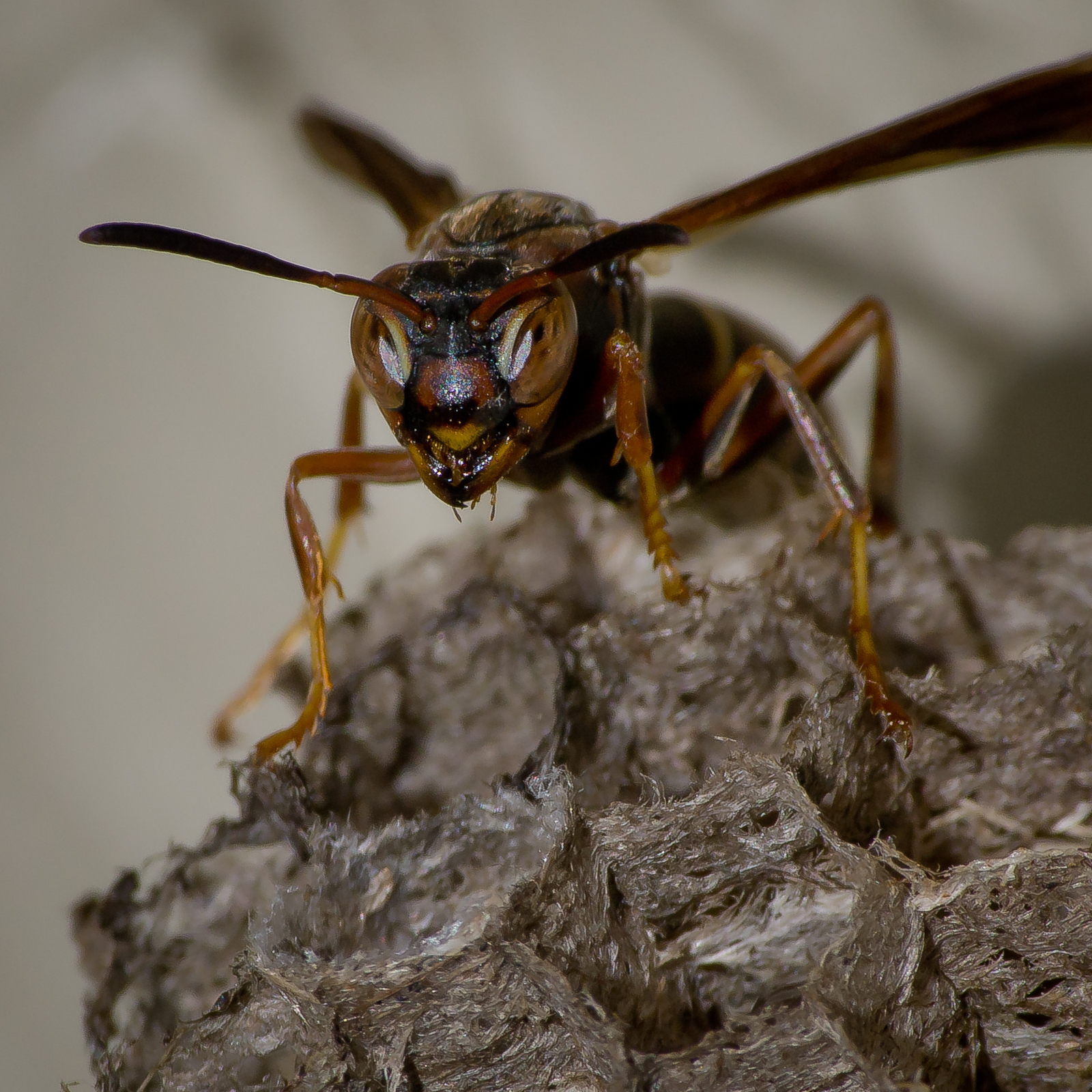
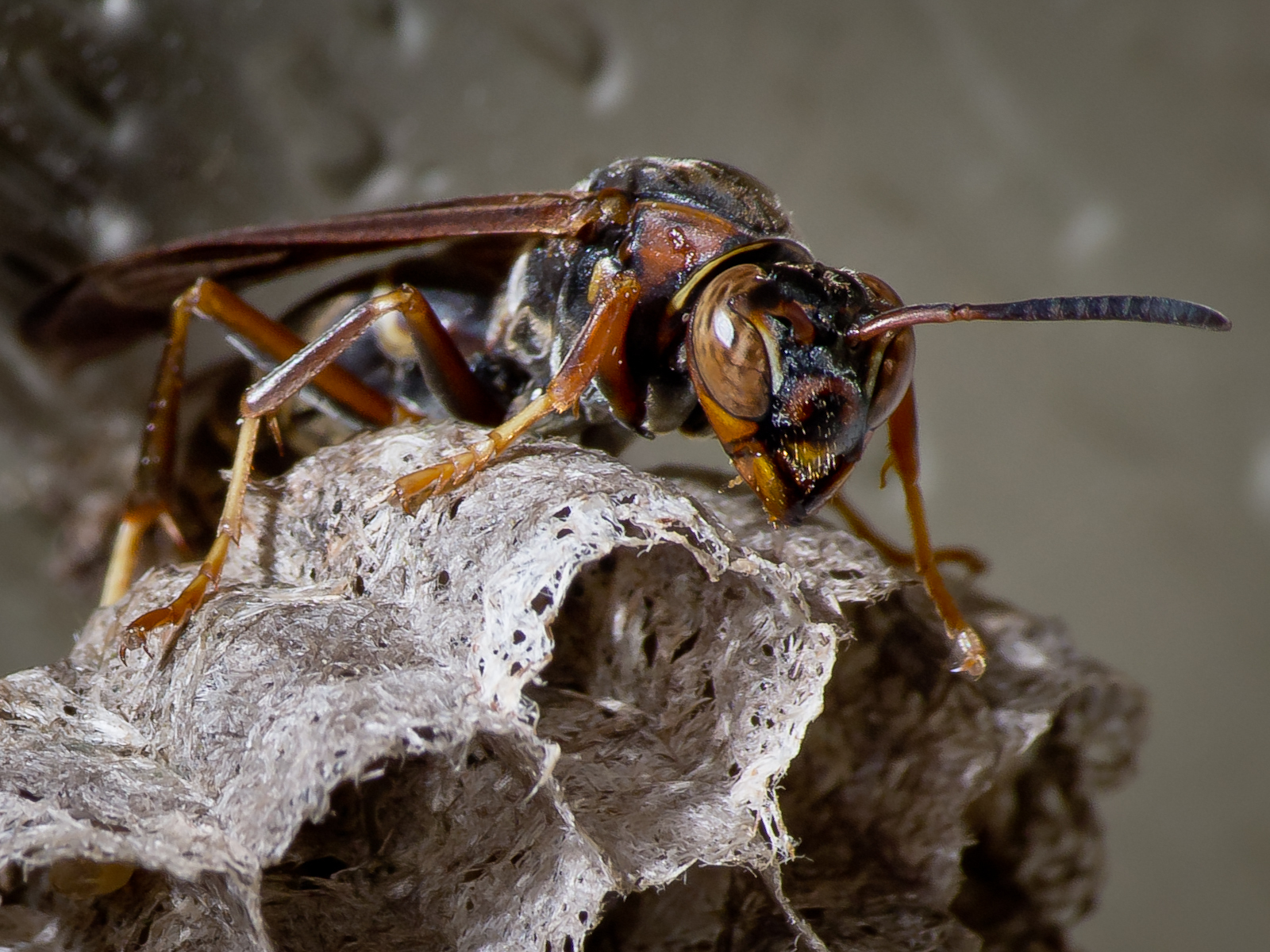
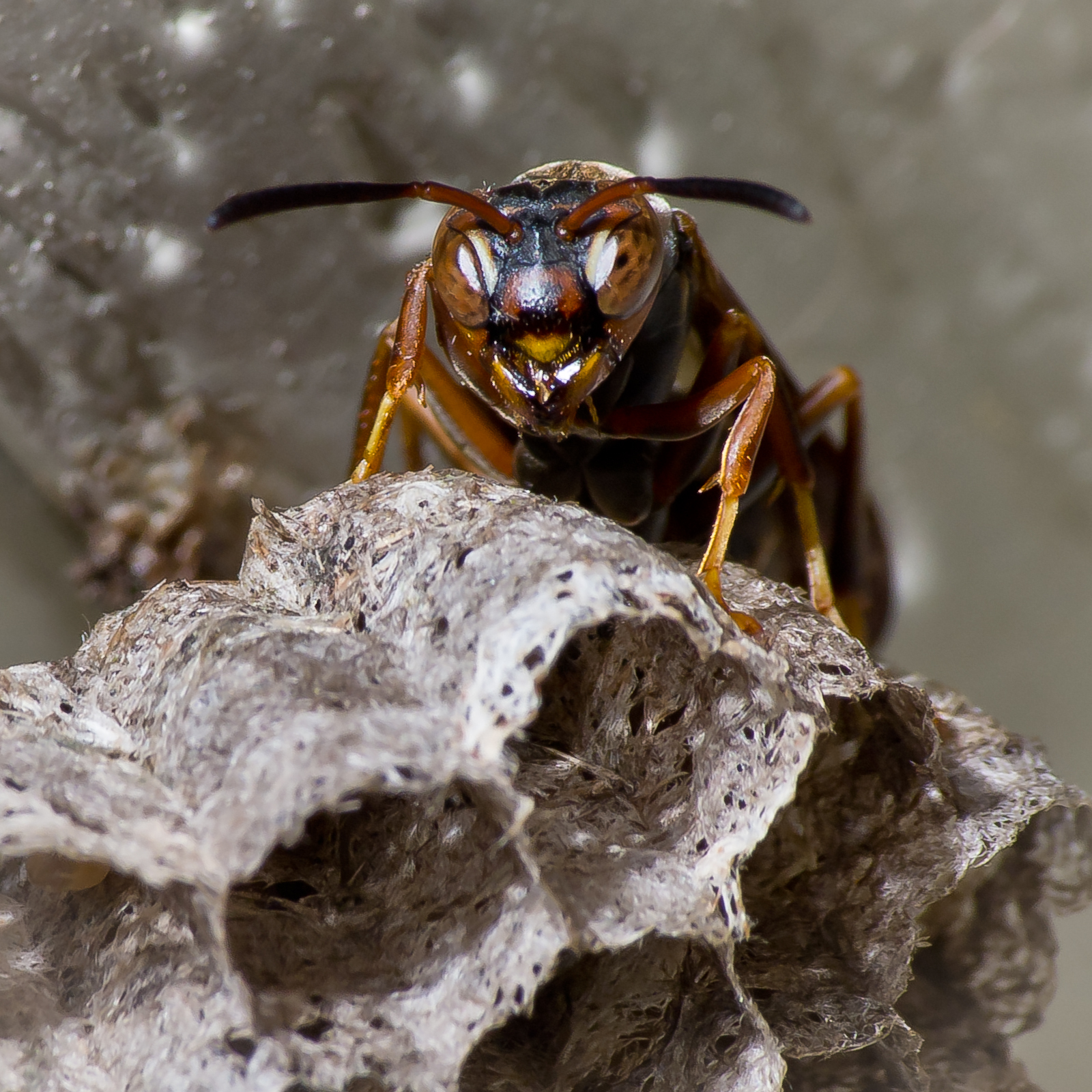
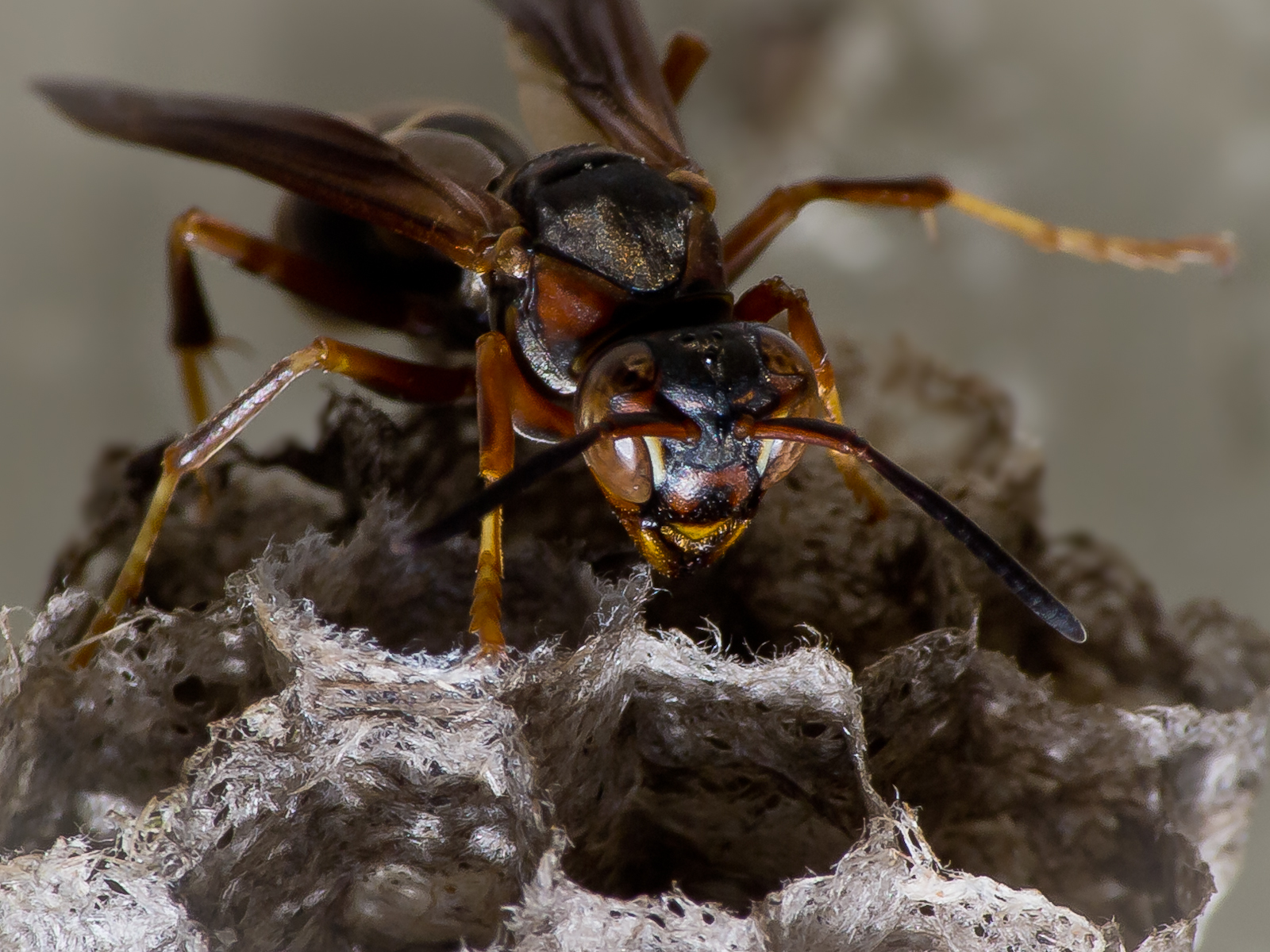
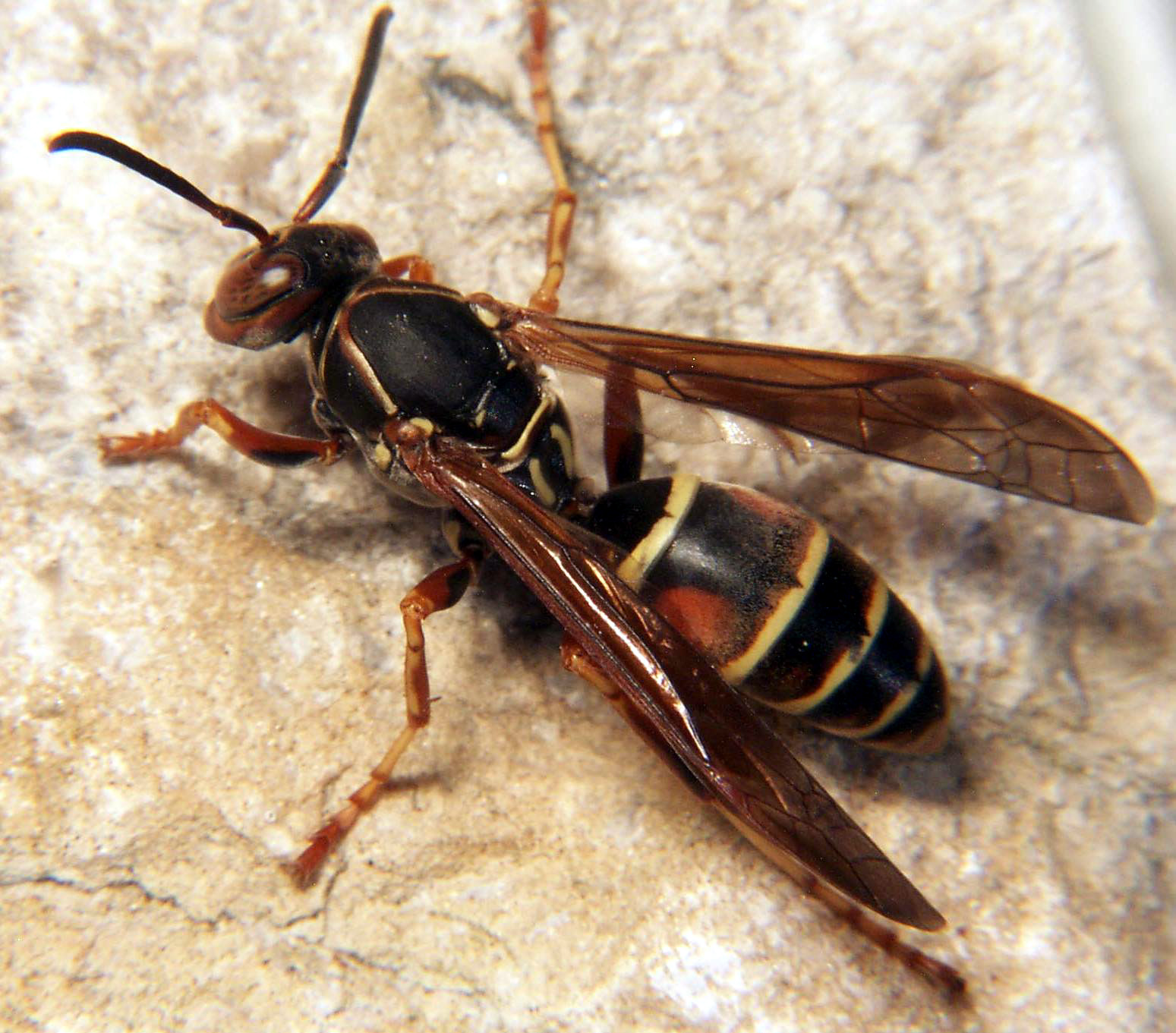